# Stammtisch

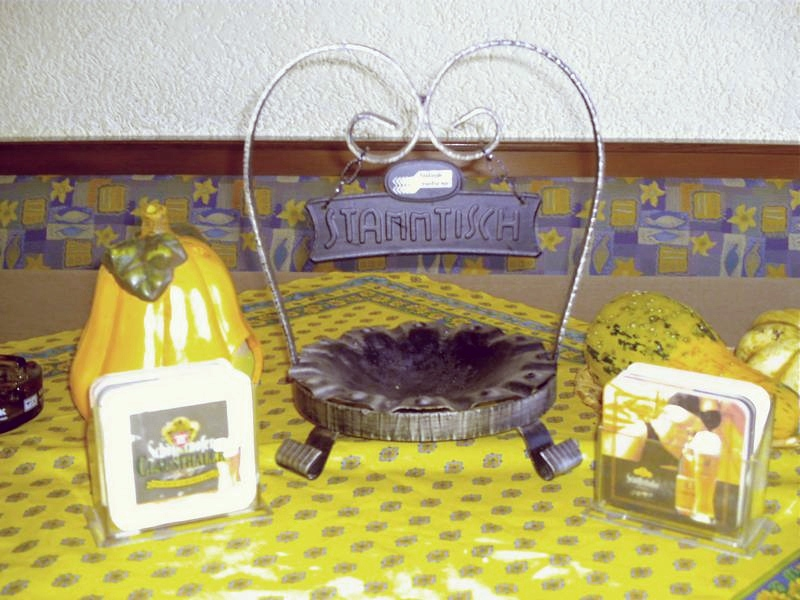
Kennzeichnung des Stammtisches durch einen speziellen Aschenbecher

Ein Stammtisch ist sowohl eine Gruppe von mehreren Personen, die sich regelmäßig in einem Lokal trifft, als auch der meist größere, runde Tisch, um den sich diese Gruppe versammelt. Im Mittelpunkt dieser Stammtischrunden stehen oft das gesellige Zusammensein, Kartenspiel und politische oder philosophische Diskussionen. Dem Stammtisch wird oft eine vereinfachende, undifferenzierte Argumentationsweise unterstellt, für die sich Begriffe wie Stammtischparole, Stammtischpolitik und Stammtischniveau etabliert haben, die metaphorisch auch für politische und gesellschaftliche Diskussionen außerhalb realer Stammtische verwendet werden.
Heute kann ein Stammtisch im weiteren Sinne ein Treffen von Gleichgesinnten mit oder ohne politischem Bezug sein.

## Geschichte

### Vergangenheit

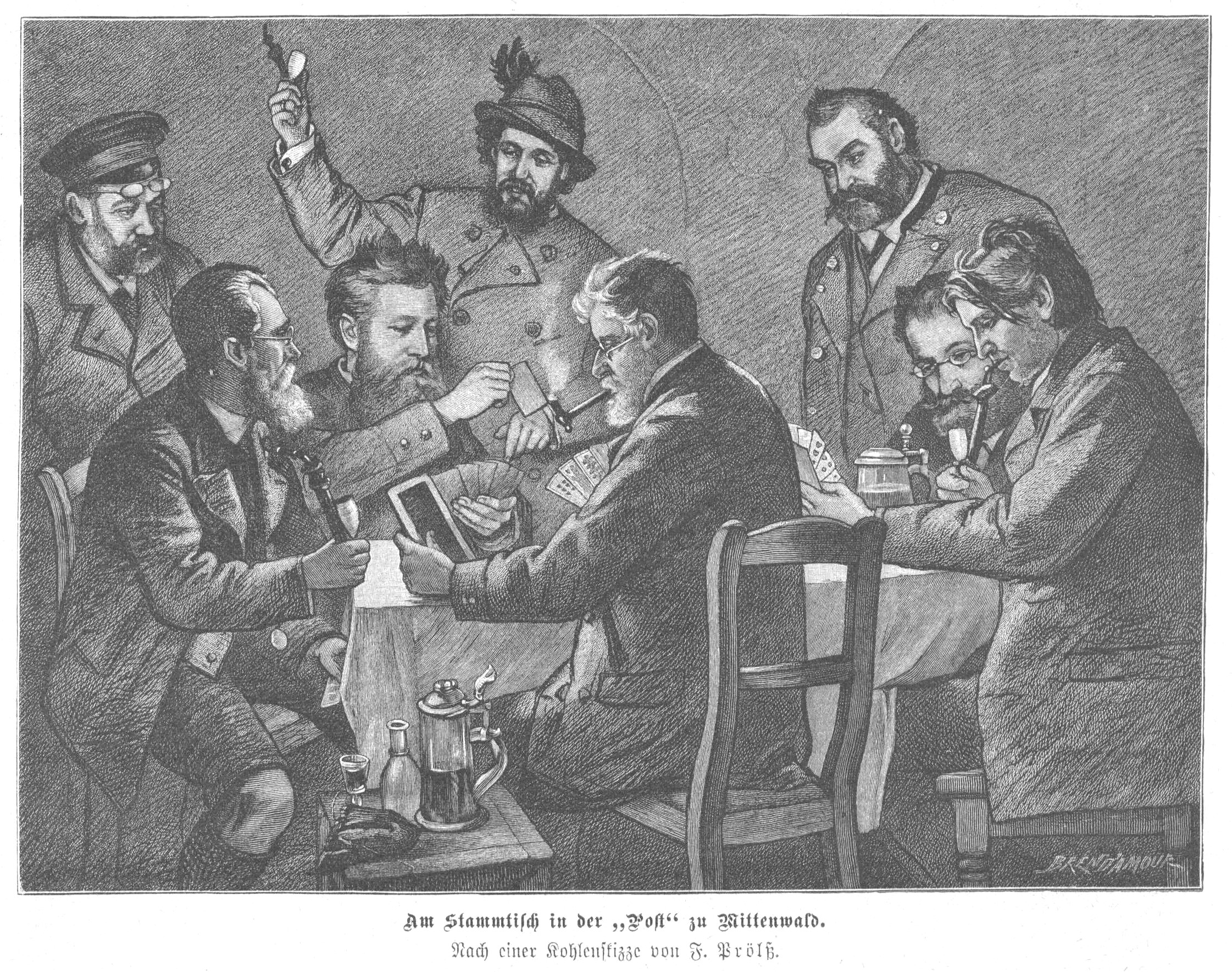
Am Stammtisch in der „Post“ zu Mittenwald (1888)

Vor allem in ländlichen Regionen und kleinen Gemeinden war die Zugehörigkeit zum Stammtisch an einen höheren Sozialstatus gebunden. So setzte sich ein Dorfstammtisch bis weit in die zweite Hälfte des 20. Jahrhunderts vor allem aus örtlichen Honoratioren wie dem Bürgermeister, Arzt, Apotheker, Lehrer, Förster oder wohlhabenden Bauern zusammen. Die Einladung an einen Ortsfremden, am Stammtisch Platz zu nehmen, galt als nicht selbstverständliche Wertschätzung. Ähnliches galt für die zumeist in Kaffeehäusern etablierten Stammtische von Literaten und bildenden Künstlern.
Im iberischen Sprachraum (Spanien, Portugal, Lateinamerika und Brasilien) hat sich dies in den dortigen Tertulias von Künstlern und Intellektuellen bis heute erhalten. In Großbritannien und Irland erfüllten viele Pubs die Funktion der Abtrennung von den übrigen Gästen in Form von privaten Hinterzimmern, falls es keine Eingangskontrolle für das gesamte Lokal gab.

### Gegenwärtige Bedeutung
Heute sind viele Stammtische nicht mehr an einen Sozialstatus gebunden. Bei heutigen Stammtischen steht vor allem die Zusammengehörigkeit, Vertrautheit und das Ausleben gemeinsamer Interessen und Passionen im Vordergrund. Dies zeigt sich auch in neuen Formaten, die dem des Stammtisches zugeordnet werden. Darunter „Meetups“, „Lean-Coffees“, aber auch Club-Abende von Vereinen oder im Umfeld von Kindern Mütter-, Väter- und Elterncafés.

## Soziokulturelle Aspekte

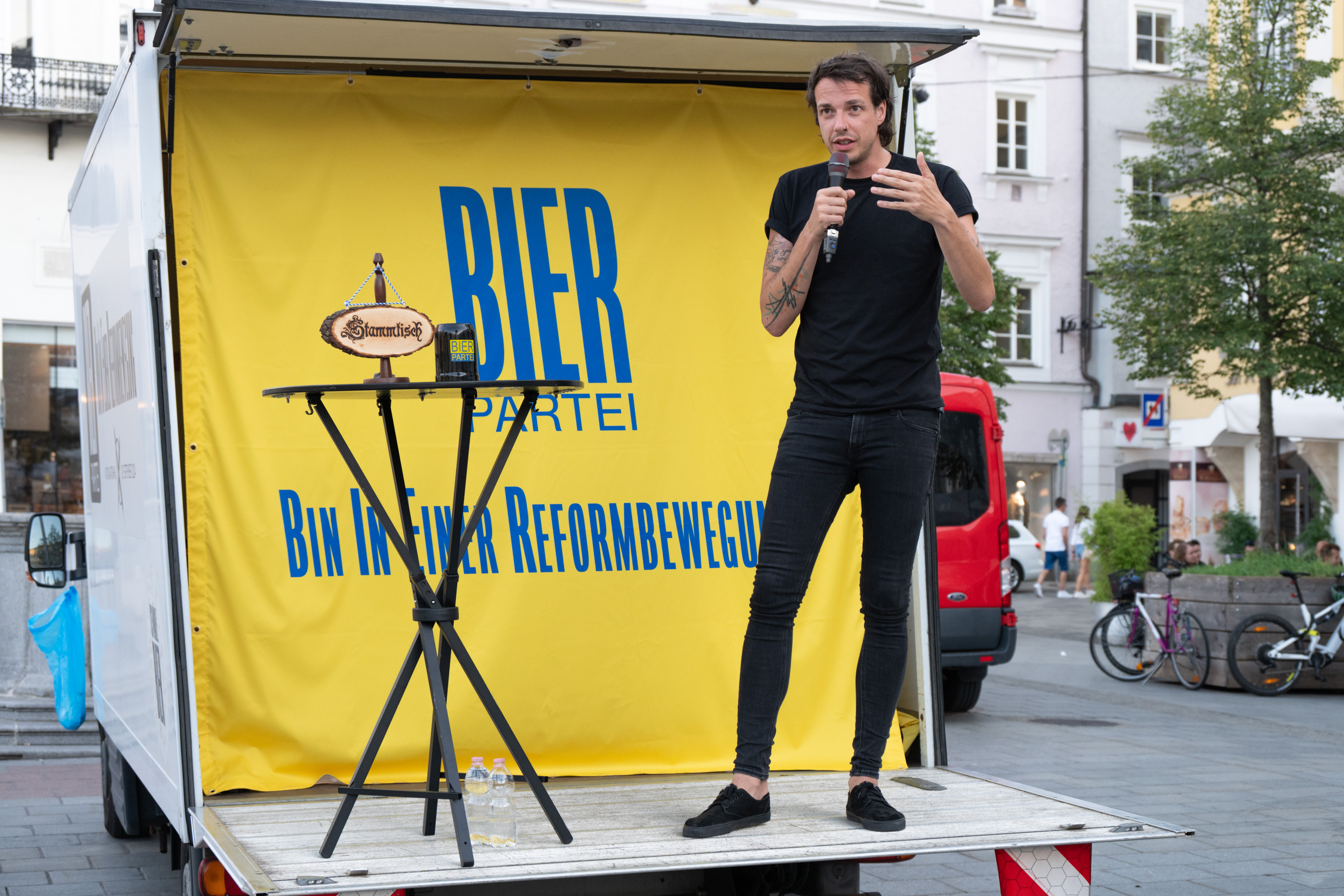
Dominik Wlazny der österreichischen Kleinpartei Die Bierpartei beim Wahlkampf zur Nationalratswahl 2024 in Linz mit Stehtisch und Stammtisch-Schild

### Der Stammtisch auf dem Land
Der Stammtisch stellt auf dem Land für bestimmte Personengruppen einen sozialen Treffpunkt dar. Dabei werden soziale Beziehungen gepflegt und lokale Neuigkeiten ausgetauscht. Stammtische finden auf dem Land abends oder nach dem sonntäglichen Gottesdienst als „Frühschoppen“ statt. Einige Stammtische organisieren Dorffeste (wie z. B. Maifeiern) oder sonstige Veranstaltungen. Sie übernehmen damit ähnliche Aufgaben wie Burschenvereine.

### Der Stammtisch in der Stadt
Im städtischen Bereich haben sich seit den späten 1990er-Jahren auch Stammtischrunden zu speziellen engeren Themenbereichen gebildet, die wie lose zusammenhängende Vereine geführt werden können und ebenso dem geselligen Beisammensein wie dem Erfahrungsaustausch und teilweise auch der Vernetzung dienen (z. B. Elternstammtische). Netzwerkorganisationen wie Marketingclubs oder Wirtschaftsverbände bezeichnen regelmäßig stattfindende, auch für Nicht-Mitglieder besuchbare Veranstaltungen unter anderem als „Offene Stammtische“. Zur Weiterentwicklung und Übung von Fremdsprachenkenntnissen durch Konversation und zum kulturellen Austausch werden in einigen Städten „Sprachenstammtische“ organisiert, bei denen in einer oder mehreren Fremdsprachen geredet wird, teils mit getrennten Tischen für jede Sprache.

## Möblierung
Ein traditioneller Stammtisch ist meistens durch ein mehr oder weniger aufwändig geformtes Schild gekennzeichnet und damit für die Stammtischrunde reserviert, die sich in regelmäßigen Abständen dort trifft. Manchmal werden bei den Treffen einer bestimmten Gruppe auch spezielle Vereinsembleme oder Maskottchen auf den Tisch gestellt. In Norddeutschland findet sich auch die Sitte, die Sitzplätze der regelmäßigen Teilnehmer einer Stammtischrunde mit einem auf die Tischplatte geschraubten Namensschild zu markieren. Im Laufe der Zeit werden die Wände in der Nähe eines Stammtischs manchmal mit Fotos oder Erinnerungsstücken der Stammtischrunde dekoriert.

## Berühmte Stammtische

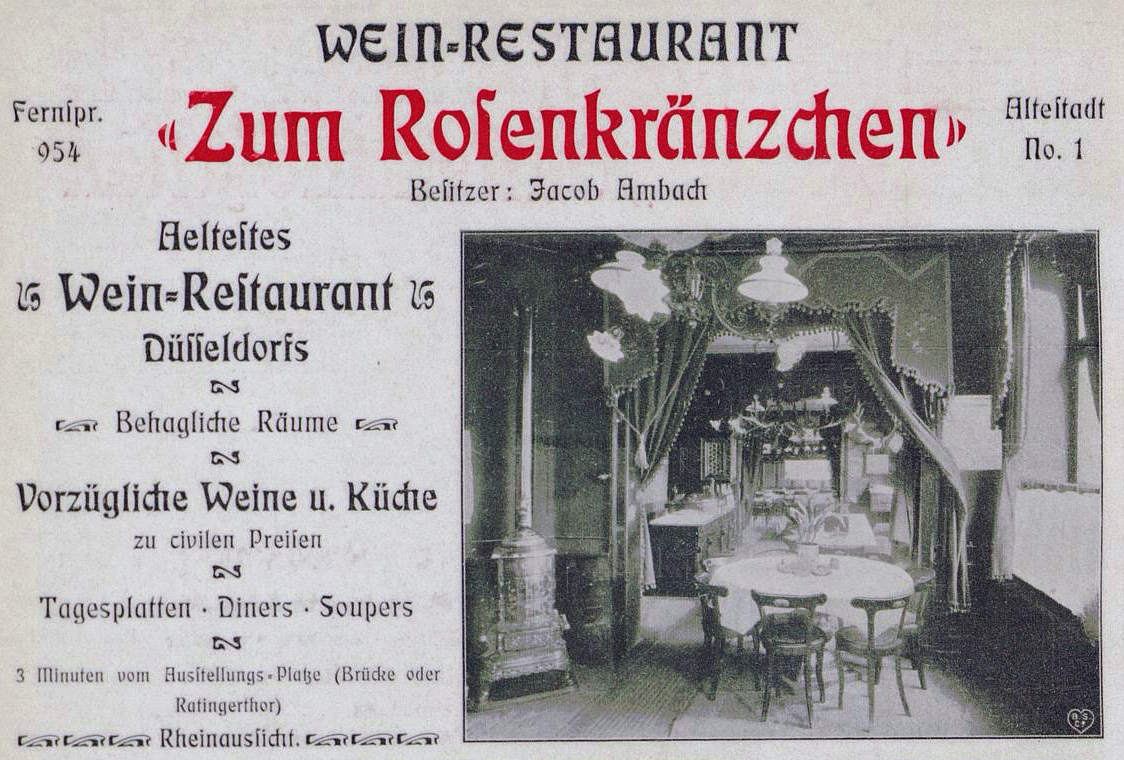
Zum Rosenkränzchen, Altestadt 1

- Im Grünen Jäger in Osnabrück trifft sich mit der Klause der älteste Stammtisch Deutschlands. Das genaue Gründungsjahr ist nicht überliefert, jedoch liegt es vor 1819.[2]
- E. T. A. Hoffmanns Literarischer Stammtisch bei Lutter & Wegner in Berlin.
- Die Brille, ein Künstlerstammtisch in einem Berliner Vorstadtlokal, führte 1901 zur Gründung des Kabaretts „Schall und Rauch“.
- Beim literarischen Stammtisch im Düsseldorfer Rosenkränzchen schloss Hermann Harry Schmitz Freundschaft mit Hanns Heinz Ewers und Herbert Eulenberg, die seine Arbeit förderten.
- Am Verbrechertisch traf sich die Elite Leipzigs, die als Überlebende der Revolution von 1848 demokratischer und fortschrittlicher Gesinnung waren.
- Die ehrlichen Kleiderseller zu Braunschweig: Ein im 19. Jahrhundert gegründeter Stammtisch von Braunschweiger Literaten, Künstlern und anderen Persönlichkeiten. Der Schriftsteller Wilhelm Raabe war ihr bekanntestes Mitglied.
- Braunschweiger Akademische Wurstekommission: Ein Braunschweiger Stammtisch, der Persönlichkeiten aus der Region aufnimmt. Er ist in ähnlicher Weise wie die Braunschweiger Kleiderseller organisiert.
- Während der Bonner Republik trafen sich die Kanalarbeiter, der konservative Flügel der SPD-Abgeordneten um Egon Franke, regelmäßig in der Rheinlust (heute steht an dieser Stelle das Haus der Geschichte) und ab 1969 in der Kessenicher Gaststätte Kessenicher Hof an reservierten Stammtischen. Zu ihren Gästen zählten nicht nur hochrangige Politiker wie Helmut Schmidt, sondern auch SPD-nahestehende Journalisten.

## Stammtische in der Literatur
In der zweiten Hälfte des 19. Jahrhunderts galt der Stammtisch als Rückzugsrevier des räsonierenden Kleinstadtbürgertums – vgl. in den zeitgenössischen realistischen Romanen etwa Wilhelm Raabes Das Horn von Wanza. Den Abstieg in die Harmlosigkeit teilte der Stammtisch mit – zum Beispiel – der Gartenlaube und dem Kränzchen. Auch Wilhelm Busch setzte sich mit dem Stammtisch auseinander, zum Beispiel in der Bildergeschichte Der Geburtstag oder die Partikularisten. In Wien oder Prag kommunizierten die Literaten allerdings lieber in einschlägigen Literatencafés als in Kneipen.

## Stammtische im Fernsehen
- Einem Stammtisch stark nachempfunden war die von 1953 bis 1987 ausgestrahlte ARD-Sendung Der Internationale Frühschoppen mit Werner Höfer als Gastgeber und fünf internationalen Journalisten als geladenen Gästen. Eine Kellnerin bediente die Runde mit Getränken. Auch die Sendezeit (sonntagvormittags) war diesem Titel angepasst.
- Seit 2007 überträgt das Bayerische Fernsehen die Sendung Der Sonntags-Stammtisch vom Stammtisch des „Lansinger Gasthofs Brunnerwirt“ der Serie Dahoam is Dahoam.

- Ferner gibt es bei 3sat den Philosophischen Stammtisch.[3]

## Stammtische im Rundfunk
Der NDR sendete von 2008 bis 2013 regelmäßig ein Stammtischrundengespräch in Form einer Radio-Comedy unter dem Titel Frühstück bei Stefanie.